# 佐藤徹
佐藤 徹（さとう とおる、1967年 - ）は、日本の行政学者、政策学者。高崎経済大学教授。高崎経済大学地域科学研究所所長。専門は行政学、政策科学、政策評価論、自治体政策論、自治体経営論。

## 人物
大阪市で生まれる。大阪大学大学院国際公共政策研究科修了、博士（国際公共政策）。大阪府豊中市政策推進部等を経て、2003年、高崎経済大学地域政策学部専任講師に就任。助教授・准教授を経て、2012年、高崎経済大学地域政策学部・大学院地域政策研究科教授。同大学産業研究所副所長、地域政策研究センター長、情報基盤センター長、キャリア支援センター長などを歴任。専門社会調査士（社会調査協会認定）、上級評価士（日本評価学会認定）。自治体の政策形成・行政経営・行政改革、市民参加・協働によるまちづくりに関する研究を行っている。「理論」と「実践」の融合をめざし、2012年から自治体職員らとともに自治体政策経営研究会を開催している。自治体政策経営研究会会長。総務省地域力創造アドバイザー。

## 受賞
- 地域政策研究賞優秀賞（法政大学），2006年3月，受賞著書『市民会議と地域創造－市民が変わり行政が変わると地域も変わる！』ぎょうせい
- 日本計画行政学会学術賞（奨励賞），2006年9月，受賞論文「“あれもこれも”から“あれかこれか”への転換－自治体行政活動の優先順位づけにおける階層化意思決定法（AHP)の適用可能性」（『計画行政』第27巻第3号）
- 日本地方自治研究学会賞（著作部門），2009年9月，受賞著書『自治体行政と政策の優先順位づけ』大阪大学出版会

## 著書

### 単著
- 『市民会議と地域創造』（ぎょうせい, 2005年）
- 『創造型政策評価』（公人社, 2008年）
- 『自治体行政と政策の優先順位づけ』（大阪大学出版会, 2009年）

### 編著
- 『エビデンスに基づく自治体政策入門―ロジックモデルの作り方・活かし方（公職研, 2021年）
- 『地域政策と市民参加―「市民参加」への多面的アプローチ』（ぎょうせい, 2006年）

### 共編著
- 『新説市民参加―その理論と実際』（公人社, 2005年）
- 『新説市民参加―改訂版』（公人社, 2013年）

### 分担執筆
- 『総合計画と政策評価―新展開の行政経営 評価指標・管理・参加・マネジメントシステム』（地域科学研究会, 2003年）
- 『環境マネジメントとまちづくり―参加とコミュニティガバナンス』（学芸出版社, 2004年）
- 『協働と市民活動の実務』（ぎょうせい, 2006年）
- 『行政経営のための意思決定法―AHPを使った難問打開の新手法』（ぎょうせい, 2006年）
- 『地域政策学事典』（ぎょうせい, 2006年）
- 『保健医療福祉行政論 (最新 保健学講座7)』（メヂカルフレンド社, 2011年）
- 『観光政策への学際的アプローチ』（勁草書房, 2016年）
- 『これからの話し合いを考えよう (シリーズ 話し合い学をつくる 3)』（ひつじ書房, 2020年）
- 『地方都市における中心市街地の課題』（日本経済評論社,2024年）
- 『地域を変革するリーダーシップの展開』（日本経済評論社,2025年）

## 公職
- 内閣府本府：政策評価有識者懇談会委員
- 総務省：統計データ利活用の実践に係る組織体制等に関する調査研究検討会委員
- 総務省：政策評価等研究会メンバー
- 総務省自治大学校・自治研修協会：分権時代における市町村の組織及び人材に関する研究会座長
- 内閣府：子どもの貧困対策調査作業部会委員
- 内閣府：官民競争入札等監理委員会専門委員
- 文部科学省：スポーツ政策調査研究事業選定委員会委員
- 文部科学省：地方スポーツ政策に関する調査検討会委員
- 群馬県：行財政改革評価・推進委員会委員長
- 埼玉県：施策評価有識者会議委員
- 千葉県：総合計画の政策評価に関する有識者懇談会委員
- 岩手県：政策評価委員会委員（政策評価副専門委員長）
- 岩手県北上市：政策評価委員会副委員長（行政評価検証専門部会長）
- 東京都中野区：外部評価委員会委員長
- 東京都狛江市：行政評価委員会委員長
- 東京都狛江市：総合基本計画審議会委員
- 兵庫県神戸市：神戸2020ビジョン推進アドバイザー
- 埼玉県さいたま市：総合振興計画在り方検討委員会委員
- 埼玉県戸田市：外部評価委員会委員長
- 埼玉県桶川市：協働審議会会長
- 埼玉県上尾市：地域創生総合戦略審議会会長
- 埼玉県上尾市：上平地区複合施設検討委員会委員長
- 岩手県立大学総合政策学部・大学院総合政策研究科 外部有識者
- 千葉県：政策評価委員会委員
- 岩手県：岩手型市場化テスト・官民比較型モデル事業評価委員会委員長
- 神奈川県：討議型意識調査実行委員会ワーキンググループ
- 群馬県：ネットワークづくり応援補助金審査会委員
- 山形県新庄市：行政評価アドバイザー
- 埼玉県桶川市：協働推進委員会アドバイザー
- 群馬県安中市：行政改革審議会委員（行政評価部会長）
- 群馬県高崎市：自治基本条例アドバイザー
- 山形県新庄市：行政評価アドバイザー
- 山形県米沢市：協働推進市民会議アドバイザー
- 北海道帯広市：総合計画策定アドバイザー
- 大阪府豊中市：第3次豊中市総合計画後期基本計画における評価・進行管理に関する市民検討会議座長
- 群馬県高崎市：まちづくり交付金評価委員会会長
- 埼玉県川口市：自治基本条例策定委員会副委員長（行政経営部会長）
- 埼玉県桶川市：協働推進検討委員会アドバイザー
- 彩の国さいたま人づくり広域連合・自治人材開発センター：政策課題研究アドバイザー
- 北海道帯広市：自治体経営研究会アドバイザー
- 埼玉県上尾市：地域福祉計画策定委員会委員
- 大阪府豊中市：とよなか未来会議アドバイザー
- 群馬県高崎市：たかさき市民参加推進会議アドバイザー
- 長野県須坂市：補助金等検討懇話会委員/副座長
- 埼玉県川口市：行政マネジメントシステム構築委員会アドバイザー